# Măldăeni
Măldăeni est une commune du județ de Teleorman en Roumanie.